# Langona hongkong
Espèce
Langona hongkong est une espèce d'araignées aranéomorphes de la famille des Salticidae.

## Distribution
Cette espèce est endémique de Hong Kong en Chine.

## Description
Le mâle holotype mesure 5,70 mm.

## Étymologie
Son nom d'espèce lui a été donné en référence au lieu de sa découverte, Hong Kong.

## Publications originales
- Song, Xie, Zhu & Wu, 1997 : Notes on some jumping spiders (Araneae: Salticidae) of Hong Kong. Sichuan Journal of Zoology, vol. 16, no 4, p. 149-152.